# Bolusia rhodesiana
Bolusia rhodesiana là một loài thực vật có hoa trong họ Đậu. Loài này được Corbishley miêu tả khoa học đầu tiên.